# Борисик, Татьяна Ивановна
Татьяна Ивановна Борисик (бел. Таццяна Іванаўна Барысік; род. 18 августа 1977, Могилёв) — белорусская писательница, поэтесса и переводчица. Является членом Союза писателей Беларуси, заняла второе место на премии Ежи Гедройца в 2015 году с книгой «Женщина и леопард» (бел. Жанчына і леапард).

## Биография
Татьяна ходила в школу в Могилёве, а каникулы проводила в деревне. По её словам, деревня ей ближе, чем город.
Борисик изучала социальную педагогику и методику дошкольного образования в Могилёвском государственном университете и победила в факультетском конкурсе «Лучший будущий педагог года», а в 1999 году получила красный диплом. Она была школьной учительницей в посёлке Ленино (в 1999—2000 годах) и других населённых пунктах Бобруйского и Могилёвского районов, но по финансовым причинам оставила работу по специальности и устроилась аппаратчицей на завод очистных сооружений в Могилёве, на котором смена длится 12 часов.
Писательница воспитывает дочь Михалину, будучи матерью-одиночкой. Из-за работы Борисик видится с ней в основном на выходных. Девочка посещала круглосуточную группу в детском саду и с неполных трех лет иногда ночевала у родственников и друзей матери. По словам писательницы, она старается воспитать дочь в первую очередь самостоятельной и не требует безупречных оценок в школе.
В ноябре 2020 года Борисик подписала открытое письмо литературного сообщества «Остановите насилие! Примите волю народа!», осуждающее масштабные репрессии во время подавления протестов в Беларуси против переизбрания Александра Лукашенко на пост президента.

## Творчество и признание
Борисик начала публиковаться в конце 1990-х годов в Бобруйской районной газете, где появлялись её стихи. Но ещё раньше, в студенческие годы, Татьяна начала писать басни.
Борисик участвовала в республиканском конкурсе молодых талантов «Дебют», а также в съезде молодых писателей в Ислоче в 1999 году. Она написала сборник стихов «Крикну в блестящий громкоговоритель» и самостоятельно издала его в 2003 году в Осиповичах. Стихи, фельетоны, очерки, заметки и рассказы писательницы публиковались в журналах «Першацвет» и «ARCHE», газетах «Наша Ніва», «Навінки» и других, а также транслировались по Радио «Свобода».
В 2015 году её сборник рассказов, основанных на реальных событиях, под названием «Женщина и леопард» был номинирован на белорусскую Литературную премию имени Ежи Гедройца и занял второе место. В качестве приза Борисик получила сертификат на месяц пребывания в Балтийском доме творчества писателей и переводчиков в городе Висбю в Швеции. Книга «Женщина и леопард» также входила в шорт-лист премии «Гліняны Вялес» в 2014 году.
27 марта 2017 года она получила от Союза писателей Беларуси стипендию имени Магдалены Радзивилл.

## Произведения
- «Я хаджу па могілках, песенькі спяваю…»: (стихи) // «Першацвет» № 11, 2000. — С. 15.
- «Гаркну ў бліскучы мацюгальнік»: (сборник стихов). — Асіповічы, 2003.
- «Кропелькі»: (рассказ) // «ARCHE» № 1, 2004. — С. 171—172.
- «Каханне ў нашым кусце», «Навіна тыдня», «Усю жызню узьніца»: (рассказы) // «Жанчыны выходзяць з-пад кантролю». — Мн.: ІП Логвінаў, 2007. — С. 58—64.
- «Жадаю вам», «Пра любоў і „Дружбу“», «Дзень напаўжывога чалавека», «Кропелькі», «Навіна тыдня», «Усю жызню узьніца»: (рассказы) // «Начная чытанка-2» (аудиодиск «Радио Свобода»).